# 1707 en arts plastiques
| Années des arts plastiques : 1704 - 1705 - 1706 - 1707 - 1708 - 1709 - 1710    |
| Décennies des arts plastiques : 1670 - 1680 - 1690 - 1700 - 1710 - 1720 - 1730 |

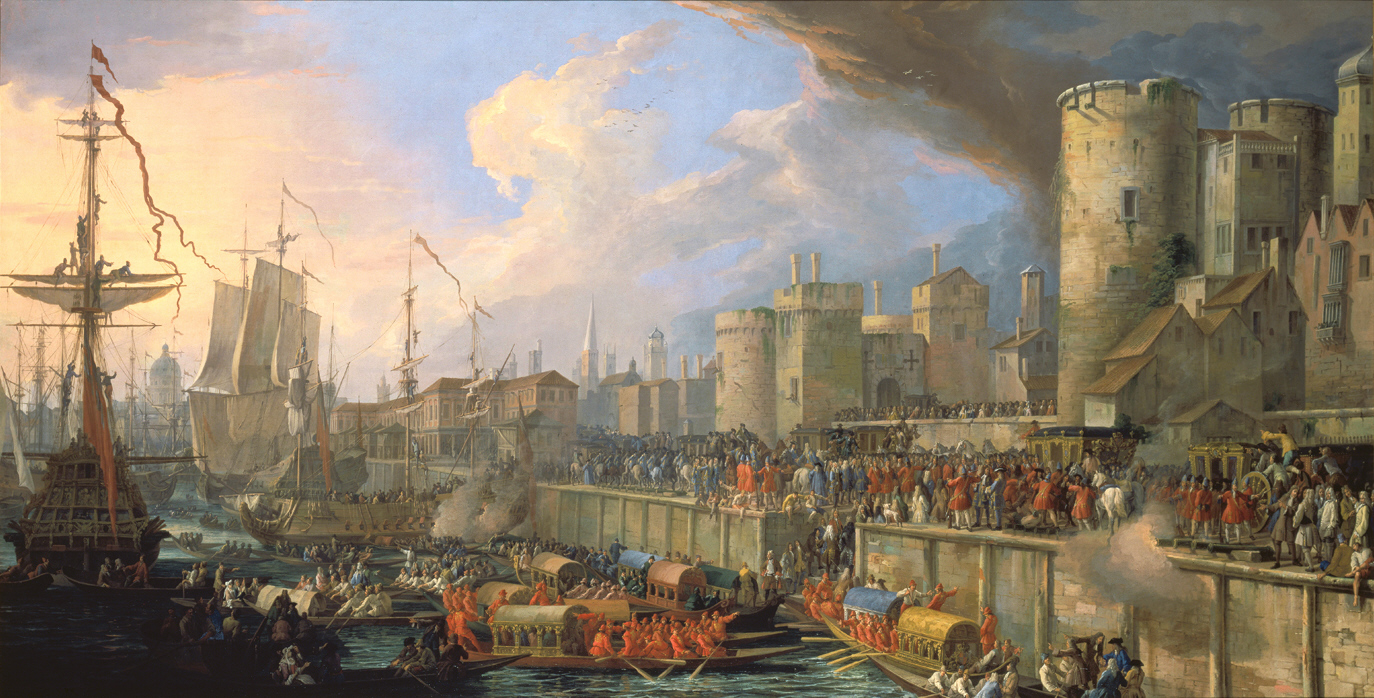
Arrivée des ambassadeurs vénitien Erizzo et Pisani à Londres, toile de Luca Carlevarijs.

Cette page concerne l'année 1707 en arts plastiques.

## Naissances
- 11 janvier : Giuseppe Bonito,  peintre rococo italien († 9 mai 1789),
- 2 mars : Louis-Michel van Loo, peintre français († 20 mars 1771),
- 30 septembre : Pietro Rotari, graveur et peintre italien († 31 août 1762),
- 4 octobre : Francesco Fontebasso, peintre rococo italien appartenant à l'école vénitienne († 31 mai 1769),
- ? : Maria Felice Tibaldi, peintre italienne († 1770).

## Décès
- 22 février : Giacinto Calandrucci, graveur et peintre italien (° 20 avril 1646),
- 15 mars : Pierre-Antoine Patel, peintre français (° 22 novembre 1648),
- 6 avril : Willem van de Velde le Jeune, peintre de marine néerlandais (° décembre 1633),
- 6 octobre : François Puget, peintre français (° 17 décembre 1651),
- 24 décembre : Noël Coypel, peintre français (° 1628),
- Adriaen Coorte, peintre hollandais (° vers 1665),